# Thecla mossi
Thecla mossi är en fjärilsart som beskrevs av Edwards 1881. Thecla mossi ingår i släktet Thecla och familjen juvelvingar. Inga underarter finns listade i Catalogue of Life.